# Pokrajina Isernia
Pokrajina Isernia (v italijanskem izvirniku Provincia di Isernia, izg. Provinča di Izernja) je ena od dveh pokrajin, ki sestavljajo italijansko deželo Molize. Meji na severu z deželo Abruci, na vzhodu s pokrajino Campobasso, na jugu z deželo Kampanija in na zahodu z deželo Lacij.

## Večje občine
Glavno mesto je Isernia, ostale večje občine so (podatki 31.12.2007):
| Občina    | Prebivalcev |
| --------- | ----------- |
| Isernia   | 21.769      |
| Venafro   | 11.523      |
| Agnone    | 5.526       |
| Frosolone | 3.290       |

## Naravne zanimivosti
Dva od pokrajinskih naravnih rezervatov (skupno 637 ha) sta vključena v UNESCOv seznam MaB (Man and Biospher) , in sicer Montedimezzo in Collemeluccio. Njuna glavna značilnost so veliki gozdovi bele jelke, cera, bukve, belega gabra, leske, maklena in belega jesena. Dostop v rezervat je mogoč samo s posebnim dovoljenjem, ki ga izda državni urad (Corpo Forestale dello Stato).
Seznam zaščitenih področij v pokrajini:
- Narodni park Abruzzo, Lazio e Molise (Parco nazionale dell'Abruzzo, Lazio e Molise)
- Naravni rezervat Montedimezzo (Riserva naturale Montedimezzo)
- Naravni rezervat Pesche (Riserva naturale Pesche)
- Naravni rezervat Collemeluccio (Riserva naturale Collemeluccio)
- Naravni rezervat Torrente Callora (Riserva naturale Torrente Callora)

## Zgodovinske zanimivosti
V kraju La Pineta pri Isernii so bili leta 1978 odkriti ostanki paleolitskih bivališč, ki naj bi segali v dobo 730 tisoč let od tega. Najdišče med drugim potrjuje uporabo ognja, kar bi bilo najstarejše pričanje v zgodovini o človeškem upravljanju z ognjem. To odkritje je privedlo do nadaljnjih študij in do oznake te primitivne kulture kot Homo Aeserniensis, po starorimskem imenu Aesernia za današnje mesto Isernia.